# Hermans Helden
Hermans Helden is een televisieprogramma op RTL 5 gepresenteerd door Herman den Blijker.
In dit televisieprogramma wil presentator en chef-kok Herman den Blijker op zoek gaan naar een kok die het nieuwe visrestaurant Las Palmas in Rotterdam moet gaan leiden, de kok dient onder andere aan de eisen vakmanschap en uitstraling te voldoen. Van de acht kandidaten is Erik van Dam uit Amersfoort de winnaar geworden van Hermans Helden en daarmee de nieuwe chef-kok van Las Palmas.